# 若林広海
若林 広海（わかばやし ひろみ、12月8日 - ）は、日本の脚本家、演出家。TRIGGER宣伝部所属。

## 経歴・人物
制作進行の仕事に携わりたいと思い、ガイナックスに応募した。ポストが空いていなかったため制作進行の仕事に就くことは叶わなかったが、同封の資料を見たガイナックスの関係者が面接に来るように頼み、社長である山賀博之と取締役である佐藤裕紀と話し合った結果、設定制作としてガイナックスに入社した。その際、佐藤は資料を留めていたクリップにスプレーの跡が残っていたことに気付き、若林の趣味がプラモデル制作であることを見抜いていた。アニメ『忘却の旋律』に登場するバイクの資料用の模型制作が、ガイナックスでの初仕事となった。
2011年、体調不良のため一時休養。同年夏に『THE IDOLM@STER』第1話「これからが彼女たちのはじまり」で演出補佐としてアニメ業界に復帰する。その翌年ガイナックスを退社し、TRIGGERに移籍した。
『天元突破グレンラガン』に設定制作として参加して以来、今石洋之の監督作品に多く参加している。

## 参加作品

### テレビアニメ
2004年
- トップをねらえ2!（第4・5・6話 特殊効果）

2007年
- 天元突破グレンラガン（設定制作）

2010年
- パンティ&ストッキングwithガーターベルト（コンセプトプランナー、シナリオ、プロット、演出）

2011年
- THE IDOLM@STER（第1・13話 演出補佐）

2013年
- キルラキル（クリエイティブオフィサー、2期エンディング〈絵コンテ（今石洋之、コヤマシゲトと共同）・演出〉、第4話脚本）

2016年
- 宇宙パトロールルル子（クリエイティブディレクター、音楽プロデューサー）

2025年
- New PANTY & STOCKING with GARTERBELT（シリーズ構成〈今石洋之と共同〉・副監督〈古川晟と共同〉・コンセプトプランナー・ストーリー原案・シナリオ・選曲・EDコンテ）

### 劇場アニメ
- リトルウィッチアカデミア（2013年：ストーリー協力 (今石洋之と共同)）

### Webアニメ
- 日本アニメ（ーター）見本市『SEX and VIOLENCE with MACHSPEED』 (2015年：デザイン・ストーリー原案・音楽プロデューサー)
- 日本アニメ（ーター）見本市『おばけちゃん』 (2015年：演出)[5]

### ラジオ
- 宇宙パトロールOGIKUBO支部広報課（宇宙パトロールルル子 公式サイト内：2016年4月1日 - 6月17日、ラジオパーソナリティ）[6]